# Спендий
Спе́ндий (лат. Spendius, др.-греч. Σπόνδιος) — наёмник на службе Карфагена, ставший одним из вождей мятежников в ходе Ливийской войны.
По происхождению кампанец. Был беглым римским рабом, перебежавшим к карфагенянам. Отличался необычайной физической силой и отвагой. По словам Полибия, Спендий опасался быть выданным своему господину и казнённым в соответствии с римскими законами, поэтому делал всё для того, чтобы не допустить примирения взбунтовавшихся наёмников с их бывшими нанимателями.
Во время осады Гиппакрита вождь мятежников Матос поручил Спендию с 6-тысячным отрядом и возглавляемыми Автаритом 2 тысячам галлов (галатов) следовать за войском противника, избегая равнинных мест, удобных для действий сильной конницы и слонов карфагенян. Однако из-за перехода на сторону врага нумидийца Нараваса со своим отрядом Спендий и Автарит вскоре были разбиты и бежали, а многие мятежники попали в плен.
Командующий карфагенян Гамилькар Барка обошёлся с пленными чрезвычайно мягко, стремясь вернуть их на службу карфагенскому правительству. Это встревожило вождей наёмников, которые увидели угрозу раскола в рядах своих воинов. Чтобы отрезать все пути к отступлению, Спендий приказал предать мучительной казни до 700 захваченных ранее карфагенян.
Когда карфагеняне отправили глашатая к мятежникам для переговоров о возврате тел погибших, Спендий и другие предводители не только отклонили просьбу о погребении, но и запретили когда-либо ещё посылать глашатая по каким бы то ни было вопросам, пригрозив им участью казнённых.
Спендий был схвачен карфагенянами вместе с другими вождями в ходе переговоров, после того как Гамилькару Барке удалось запереть вражескую армию в ущелье Пилы, и распят под стенами осаждённого Тунета для устрашения мятежников. Однако осаждённые под предводительством Матоса, воспользовавшись беспечностью врага, сделали внезапную вылазку, захватили карфагенского полководца Ганнибала и после жестоких мучений распяли его на том же самом кресте, с которого перед этим сняли тело Спендия, а затем убили ещё 30 знатнейших карфагенян.

## В культуре
Спендий является персонажем романа Г. Флобера «Саламбо» (1862) и его театральных адаптаций и экранизаций, романа Гисперта Хаафса «Ганнибал» (1989), а также компьютерной игры «Саламмбо» (2003).